# Friesodielsia soyauxii
Friesodielsia soyauxii är en kirimojaväxtart som först beskrevs av Thomas Archibald Sprague och John Hutchinson, och fick sitt nu gällande namn av Cornelis Gijsbert Gerrit Jan van Steenis. Friesodielsia soyauxii ingår i släktet Friesodielsia och familjen kirimojaväxter. Inga underarter finns listade i Catalogue of Life.